# Soprintendenza per i beni archeologici della Liguria

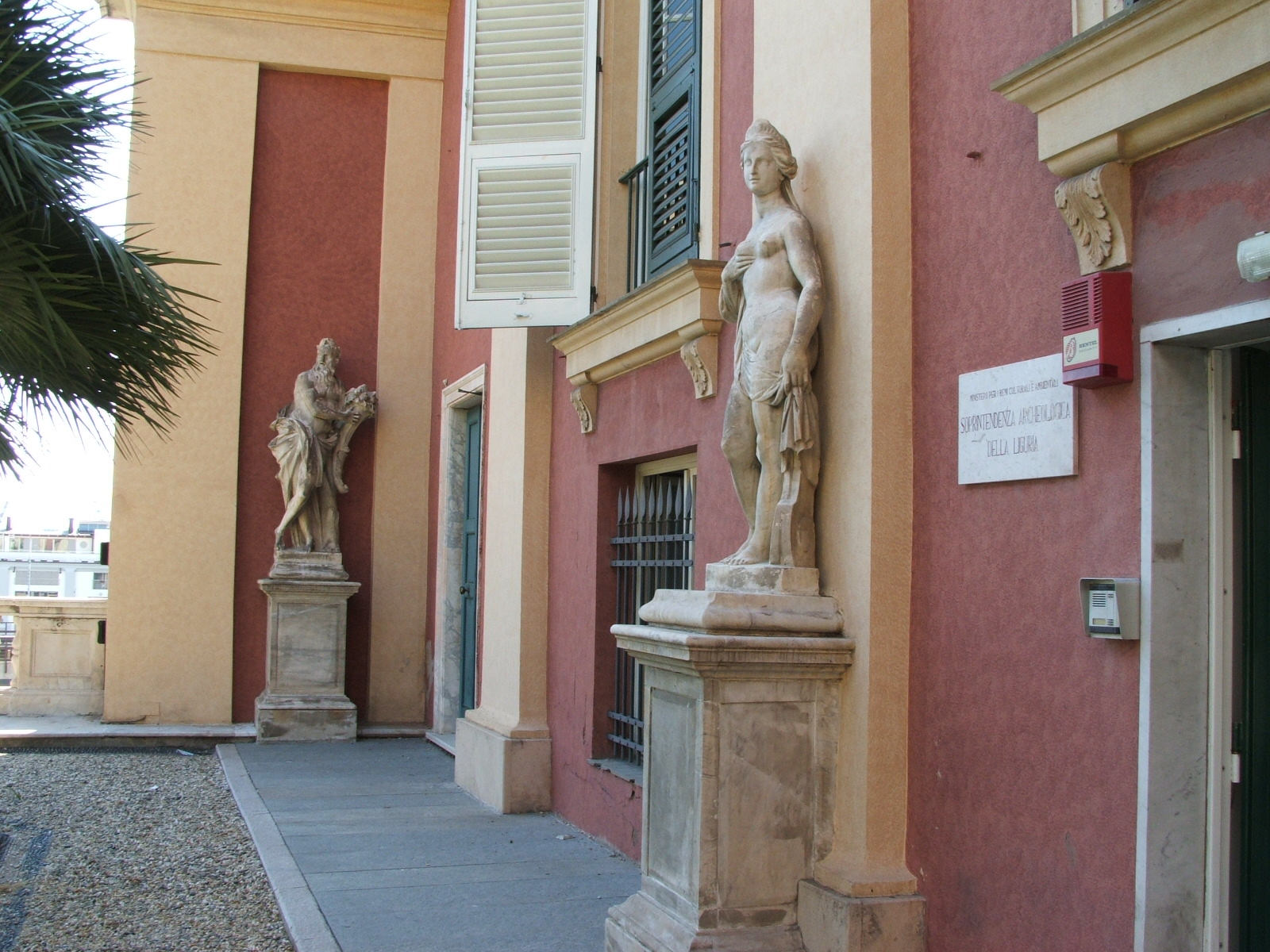
La sede della Soprintendenza per i beni archeologici della Liguria nel giardino di Palazzo Reale a Genova.

La Soprintendenza per i beni archeologici della Liguria è un ente pubblico italiano che si occupa della tutela dei beni archeologici della regione. Ha sede nei locali di Palazzo Reale, a Genova.

## Storia
L'ente fu istituito nel 1939, con la denominazione di Soprintendenza alle Antichità della Liguria come organo del Ministero dell'educazione nazionale.
In epoca precedente la tutela dei beni archeologici era competenza di degli Uffici Regionali per la Conservazione dei Monumenti (R.D. 549 del 19/08/1891), che facevano uso di ispettori locali scelti tra personalità competenti in temi culturali, scelte fra i "Delegati Regionali per la riforma dell'elenco dei monumenti nazionali", la prima a istituire figure pubbliche dedite a tale attività (D.M. del 27/11/1884). Per il Piemonte e la Liguria viene nominato Alfredo D'Andrade. Nel 1904 furono istituite le moderne soprintendenze (R.D. 431 del 17/07/1904). L'ufficio viene spostato a Torino sempre con D'Andrade alla sua direzione e, dopo la sua morte avvenuta nel 1915, al collaboratore Alberto Terenzio.
Con la fondazione della Soprintendenza agli Scavi e ai Musei di Torino, nel 1907, questa ottenne la giurisdizione su Piemonte, Valle d'Aosta e Liguria, mantenuta fino al 1939 quando furono ricostituiti gli organi antesignani alle moderne soprintendenze (Legge 823, 22/5/1939). In questi anni fu importante la figura di Pietro Barocelli che, prima come ispettore e poi come soprintendente, intraprese numerose ricerche in Liguria e si spese per la salvaguardia dei siti archeologici liguri, tra cui ad esempio la Caverna delle Arene Candide.
Il primo soprintendente alle Antichità della Liguria fu Luigi Bernabò Brea, che rimase in carica sino al novembre 1941, quando fu trasferito in Sicilia.
Dopo un periodo di autonomia, sotto la gestione di Giuseppe Cultrera, dal 1942 al 1950, la soprintendenza passò nuovamente sotto la direzione degli uffici piemontesi, liguri e lombardi. Solo dal 1961 in avanti, con Olga Elia, riacquisì la propria autonomia locale. Nel periodo successivo la soprintendenza fu retta da diverse personalità tra cui Antonio Frova, che organizzò e diresse numerosi scavi a Luni e Giovanna Bermond Montanari.
Con l'istituzione del Ministero per i Beni Culturali e Ambientali, nel 1975 l'ufficio assunse la denominazione di Soprintendenza archeologica della Liguria (1975-1998), mutato poi in Soprintendenza per i beni archeologici della Liguria (1998-2014) e quindi in Soprintendenza Archeologia della Liguria (2014-2015). Dal 2015 al 2019 le soprintendenze liguri furono unite nella unica: Soprintendenza Archeologia, Belle Arti e Paesaggio per la città metropolitana di Genova e le province di Imperia, La Spezia e Savona. Infine, dal 2020 in poi l'ente venne diviso in due uffici, entrambi con sede a Genova: la Soprintendenza Archeologia, Belle Arti e Paesaggio per la città metropolitana di Genova e le provincia di La Spezia, e la Soprintendenza Archeologia Belle Arti e Paesaggio per le province di Imperia e Savona.

## Attività
La soprintendenza è un organo periferico del Ministero dei Beni e delle Attività Culturali e del Turismo, dipendente, in base alla materia, dalle rispettive Direzioni Generali e coordinato a livello locale dalla Direzione regionale per i beni culturali e paesaggistici della Liguria.
La Soprintendenza per i beni archeologici della Liguria, in base alla normativa vigente, si occupa della tutela, della conservazione e della valorizzazione del patrimonio archeologico del territorio ligure.
Nell'ambito della tutela si occupa di eseguire direttamente scavi di ricerca (anche subacquei), di esercitare funzioni di controllo sugli scavi in concessione, di supervisionare interventi di archeologia preventiva, di proporre vincoli e prescrizioni.
La conservazione si esplica in particolare nell'attività di restauro del patrimonio archeologico, nella catalogazione e nella manutenzione di beni archeologici di proprietà statale.
Per quanto riguarda la valorizzazione, la soprintendenza partecipa a numerosi progetti, in collaborazione con altri enti, cura e promuove mostre., eventi e pubblicazioni, anche periodiche, a carattere scientifico e divulgativo.
Gestisce, inoltre, direttamente un'ampia rete di aree archeologiche di proprietà statale e di alcuni centri museali, tra i quali:
- Il Museo Archeologico di Chiavari;

Inoltre gestisce diverse aree archeologiche, tra le quali:
- La Caverna delle Arene Candide, a Finale Ligure;
- La villa romana di Bussana a Sanremo;
- La Villa Matutia a Sanremo;
- L'Area archeologica di Costa Balenae di Riva Ligure;
- L'Area archeologica della città antica di Albintimilium di Ventimiglia;

Dal mese di dicembre del 2014, in base al DPCM 29 agosto 2014 n. 171, il Museo archeologico nazionale di Luni e l'area archeologica dell'antica città di Luna ad Ortonovo, Il Museo Preistorico Nazionale dei Balzi Rossi e l'area delle grotte a Ventimiglia e la villa romana del Varignano Vecchio, Le Grazie a Portovenere sono passati in gestione al Polo museale della Liguria.